# Principato di Anhalt-Dornburg
Il Principato di Anhalt-Dornburg (in tedesco Fürstentum Anhalt-Dornburg) è stato uno stato membro del Sacro Romano Impero. Venne creato nel 1667 a seguito della morte del Principe Giovanni VI di Anhalt-Zerbst e dopo al divisione del Principato di Anhalt-Zerbst con la creazione dell'Anhalt-Mühlingen e dell'Anhalt-Dornburg per i figli minori del Principe Giovanni. Il principato persistette come entità sino al 1742 quando i principi Cristiano Augusto e Giovanni Luigi II ereditarono l'Anhalt-Zerbst e vi unirono il Dornburg.

## Principi di Anhalt-Dornburg (1667–1742)
- Giovanni Luigi I 1667–1704

Coreggenza
- - Giovanni Luigi II 1704–1742
  - Cristiano Augusto 1704–1742

Unito al Principato di Anhalt-Zerbst nel 1742.